# Закуската на детето
„Закуската на детето“ (на френски: Le Repas de Bébé) е френски късометражен документален ням филм от 1895 година на режисьора Луи Люмиер с участието на Огюст Люмиер, Андре Люмиер и Маржори Люмиер. Филмът е бил включен в програмата на първия комерсиален киносеанс на братята Люмиер в „Гранд Кафе“, Париж на 28 декември същата година.

## Сюжет
Филмът показва, как Огюст Люмиер и съпругата му Маржори хранят с лъжички детето си, което седи на стол между тях двамата.

## В ролите
- Огюст Люмиер
- Андре Люмиер
- Маржори Люмиер